# Индексы NASDAQ
Для биржи NASDAQ рассчитываются несколько фондовых индексов. Основной (сводный) — NASDAQ Composite.
Индексы NASDAQ отражают конъюнктуру на рынках высоких технологий США и реакцию бизнес-сообщества на политические и экономические события страны, которые влияют на рынки высоких технологий.

## NASDAQ Composite
Основной индекс, характеризующий биржу NASDAQ, рассчитывается с 1971 года.
NASDAQ Composite рассчитывается на основании стоимости всех компаний, зарегистрированных на бирже.

## NASDAQ-100
Индекс был впервые представлен в 1985 году.
NASDAQ-100 рассчитывается на основании котировок 100 высокотехнологичных компаний, включая аппаратное и программное обеспечение, телекоммуникации, розничная / оптовая торговля и биотехнологии, зарегистрированных на бирже NASDAQ. В NASDAQ-100 не включаются финансовые компании.
В индекс входят компании, базирующиеся в США, Канаде, Израиле, Сингапуре, Индии, Швеции, Швейцарии, Ирландии и Китае.

## NASDAQ Biotechnology Index
NASDAQ Biotechnology Index — другой популярный индекс, рассчитываемый для компаний, представленных на NASDAQ.
Индекс рассчитывается на основании стоимости биотехнологических и фармацевтических компаний.